# Juglans sigillata
 (mai 2021).
Si vous disposez d'ouvrages ou d'articles de référence ou si vous connaissez des sites web de qualité traitant du thème abordé ici, merci de compléter l'article en donnant les références utiles à sa vérifiabilité et en les liant à la section « Notes et références ».
 (janvier 2021).
La mise en forme du texte ne suit pas les recommandations de Wikipédia : il faut le « wikifier ».
Les points d'amélioration suivants sont les cas les plus fréquents. Le détail des points à revoir est peut-être précisé sur la page de discussion.
- Les titres sont pré-formatés par le logiciel. Ils ne sont ni en capitales, ni en gras.
- Le texte ne doit pas être écrit en capitales (les noms de famille non plus), ni en gras, ni en italique, ni en « petit »…
- Le gras n'est utilisé que pour surligner le titre de l'article dans l'introduction, une seule fois.
- L'italique est rarement utilisé : mots en langue étrangère, titres d'œuvres, noms de bateaux, etc.
- Les citations ne sont pas en italique mais en corps de texte normal. Elles sont entourées par des guillemets français : « et ».
- Les listes à puces sont à éviter, des paragraphes rédigés étant largement préférés. Les tableaux sont à réserver à la présentation de données structurées (résultats, etc.).
- Les appels de note de bas de page (petits chiffres en exposant, introduits par l'outil «  Source ») sont à placer entre la fin de phrase et le point final[comme ça].
- Les liens internes (vers d'autres articles de Wikipédia) sont à choisir avec parcimonie. Créez des liens vers des articles approfondissant le sujet. Les termes génériques sans rapport avec le sujet sont à éviter, ainsi que les répétitions de liens vers un même terme.
- Les liens externes sont à placer uniquement dans une section « Liens externes », à la fin de l'article. Ces liens sont à choisir avec parcimonie suivant les règles définies. Si un lien sert de source à l'article, son insertion dans le texte est à faire par les notes de bas de page.
- La présentation des références doit suivre les conventions bibliographiques. Il est recommandé d'utiliser les modèles {{Ouvrage}}, {{Chapitre}}, {{Article}}, {{Lien web}} et/ou {{Bibliographie}}. Le mode d'édition visuel peut mettre en forme automatiquement les références.
- Insérer une infobox (cadre d'informations à droite) n'est pas obligatoire pour parachever la mise en page.

Pour une aide détaillée, merci de consulter Aide:Wikification.
Si vous pensez que ces points ont été résolus, vous pouvez retirer ce bandeau et améliorer la mise en forme d'un autre article.
 (janvier 2021).
Espèce
Classification phylogénétique
Statut de conservation UICN

LC : Préoccupation mineure
Juglans sigillata, parfois appelée « noyer de fer » ou « noix herbacée », est une espèce d'arbre originaire de Chine.

## Description
Il s'agit d'un arbre de taille moyenne (environ 25 mètres), étroitement apparenté au noyer commun (Juglans regia L.).

### Appareil foliaire
Ses feuilles mesurent en moyenne entre 15 et 50 cm et leur pétiole entre 7 et 12,5 cm. Ce sont des arbres glabrescents (sans poils), rachis glabrescent, foliole terminale présente.
Les folioles sont au nombre de 9 ou 11 (–15), ovales ou elliptiques-lancéolées, longues de 6 à 18 cm et larges de 3 à 8 cm. Elles sont glabrescentes. Les marges sont entières ou obscurément dentelées. Ses feuilles possèdent un apex acuminé. Les pétiolules latéraux sont absents ou mesurent jusqu'à 1 millimètre. La taille du pétiolule terminal est de 2 à 3 cm.

### Appareil reproducteur
Les épis mâles mesurent de 13,5 à 18 cm de long. Les fleurs possèdent de 24 à 27 étamines. 
Les épis de fructification présentent un à trois fruits glabrescents, 3,4–6 cm × 3–5 cm, globuleux à sous-globuleux, irrégulièrement déhiscents ; une valve forme une arête longitudinale proéminente autour de ces noix, dont la surface est par ailleurs irrégulièrement piquée ; la coquille forme des crêtes profondes à l'intérieur, la graine tordue et contournée remplissant les espaces entre les deux.
Fleurs mars-avril, fruits septembre (Chine) (Lu et al. 1999 ; Grimshaw & Bayton 2009).

## Distribution
Géographiquement, il est réparti entre le Bhoutan, la Chine dans les provinces de Guizhou, Sichuan, SE Xizang et Yunnan et l'Inde dans les états de Arunachal, Pradesh et Sikkim.
Cet arbre est présent entre 1300 et 3300 mètres d'altitude dans les forêts des vallées et les pentes de montagnes.
Zone de rusticité USDA 8-9
Indice de rusticité RHS H6

## Taxonomie
Le noyer de fer est, du moins aux yeux de l'Occident, un arbre distinctif, bien que son statut taxonomique soit plutôt incertain. Il est clairement très proche du noyer persan familier, reconnaissable au nombre de folioles (de 9 à 15 contre 5 à 9 chez J. regia) et à la coque de la noix (extrêmement dure - d'où le nom commun - et couverte avec de nombreuses piqûres profondes, tandis que chez J. regia la coquille est ridée et non piquée). Les pointes particulièrement acuminées et, parfois, plus qu'un soupçon de dents sur les folioles sont également distinctives.

## Autres informations
Il s'agit d'une espèce cultivée dans le Yunnan pour ses fruits à coque ; qu'il s'agisse ou non d'une souche vraiment indigène ou d'une ancienne souche cultivée de Juglans regia est un point discutable. Zhang et coll. (2019), dans une étude phylogénomique extrêmement approfondie, ont démontré que regia (qu'ils considèrent comme sigillata) est dérivée d'un ancien hybride (environ 3,5 millions d'années) entre une espèce de noix noire et un membre de la lignée J. mandshurica. Ils considèrent que J. sigillata est mieux considéré comme un écotype de J. regia maintenu en tant que race locale dans le sud-ouest de la Chine. Wang et coll. (2015), tout en les traitant comme des espèces distinctes, ont trouvé des preuves d'hybridation introgressive brouillant la frontière entre les deux. 
Le noyer de fer a atteint la culture occidentale remarquablement tard. 
La plupart des spécimens européens semblent provenir d'un sac de 5 kg de fruits à coque importés au Royaume-Uni de la China National Tree Seed Corporation par John Grimshaw et Michiel Zwaan en 2005 (Grimshaw & Bayton 2009), qui ont noté de nombreuses variations de taille et de piqûres, ainsi que les coquilles extrêmement dures. Ceux-ci ont été distribués aux dendrologues à travers l'Europe, avec une bonne germination. La croissance initiale a été rapide, mais les semis ont eu tendance à produire des spécimens d'arbustes bas au début (J. Grimshaw, K. Rushforth, comm. Pers., 2019). 
Le terme « noix herbacée » est parfois utilisé pour parler de cette espèce. De plus en plus, les individus rompent avec cette habitude pour fabriquer des arbres standards et poussent bien par la suite. Keith Rushforth (comm. Pers. 2019) estime que les conditions de croissance optimales en une seule saison, plutôt que simplement la durée établie, le permettent.
L'espèce a également été collectée à cette époque dans l'Arunachal Pradesh, en Inde, par Keith Rushforth ; il se développe en Europe et en Nouvelle-Zélande à partir de cette introduction. Un spécimen mesuré à 12 m × 21 m en 2019 (The Tree Register 2019) pousse dans l'arboretum du Kent de Maurice Foster. Un arbre - en train de fructifier - à Tregrehan, Cornwall (11 m × 17 m, 2014 - The Tree Register 2019) provient d'une collection antérieure de Tom Hudson, du Yunnan en 1996.

## Pharmacopée
Une étude a évalué l'activité antitumorale des extraits d'enveloppes vertes de Juglans sigillata Dode sur le cancer de l'œsophage. Les cellules ont été traitées avec différentes concentrations de six composants des extraits de cosses vertes de Juglans sigillata. L'acide gallique était le principal constituant actif unique des extraits. En conclusion, les enveloppes vertes de Juglans sigillata peuvent agir comme un inhibiteur potentiel de la croissance du cancer de l'œsophage. 